# Ricardo Serrano
Ricardo Serrano González (Valladolid, 4 agosto 1978) è un ex ciclista su strada spagnolo, professionista dal 2003 al 2009.

## Carriera
Dopo aver siglato un accordo con la formazione Vitalicio Seguros-Grupo Generali per il passaggio tra i professionisti nel 2001, è costretto a rimandare il debutto nel "ciclismo che conta" a causa dello scioglimento della squadra, dovuto alla mancanza di sponsor.
Il grande salto è rimandato al 2003, quando viene messo sotto contratto dal team Labarca 2-Café Baqué. La sua migliore stagione risulta essere il 2006, quando vince la Vuelta a La Rioja ed ottiene due secondi posti nelle classifiche finali di Volta a la Comunitat Valenciana e Clásica de Almería. La stagione viene però funestata da una sospensione di quindici giorni, dovuta a valori sanguigni fuori dalla norma. L'intoppo non gli impedisce comunque di classificarsi al nono posto nella classifica finale dell'UCI Europe Tour 2006.
Anche dopo il passaggio alla Tinkoff, avvenuto nel 2007, riesce a mantenersi su buoni livelli, come testimoniato dai podii nel Tour Méditerranéen, nel Tour du Haut-Var, e nella sedicesima tappa del Giro d'Italia.
Nel 2009 si aggiudica la prima tappa del Tour de Romandie. Due mesi dopo, il 13 giugno, durante il Giro di Svizzera, viene però trovato positivo al CERA e per questo immediatamente sospeso dall'UCI, nonché licenziato (a fine luglio) dalla sua squadra, la Fuji-Servetto. Il 17 giugno 2010, a più di un anno dall'annuncio della positività, viene squalificato per due anni, nonché multato di 23 100 euro, dalla Federazione ciclistica spagnola.

## Palmarès
- 2002

4ª tappa Vuelta a Extremadura
- 2006

2ª tappa Vuelta a La Rioja
Classifica generale Vuelta a La Rioja
- 2009

1ª tappa Tour de Romandie

### Altri successi
- 2006

Classifica combinata Volta a la Comunitat Valenciana

## Piazzamenti

### Grandi Giri
- Giro d'Italia

2007: 102º
2009: ritirato
- Vuelta a España

2004: ritirato
2008: ritirato